# Niedergasse 37 (Stolberg)

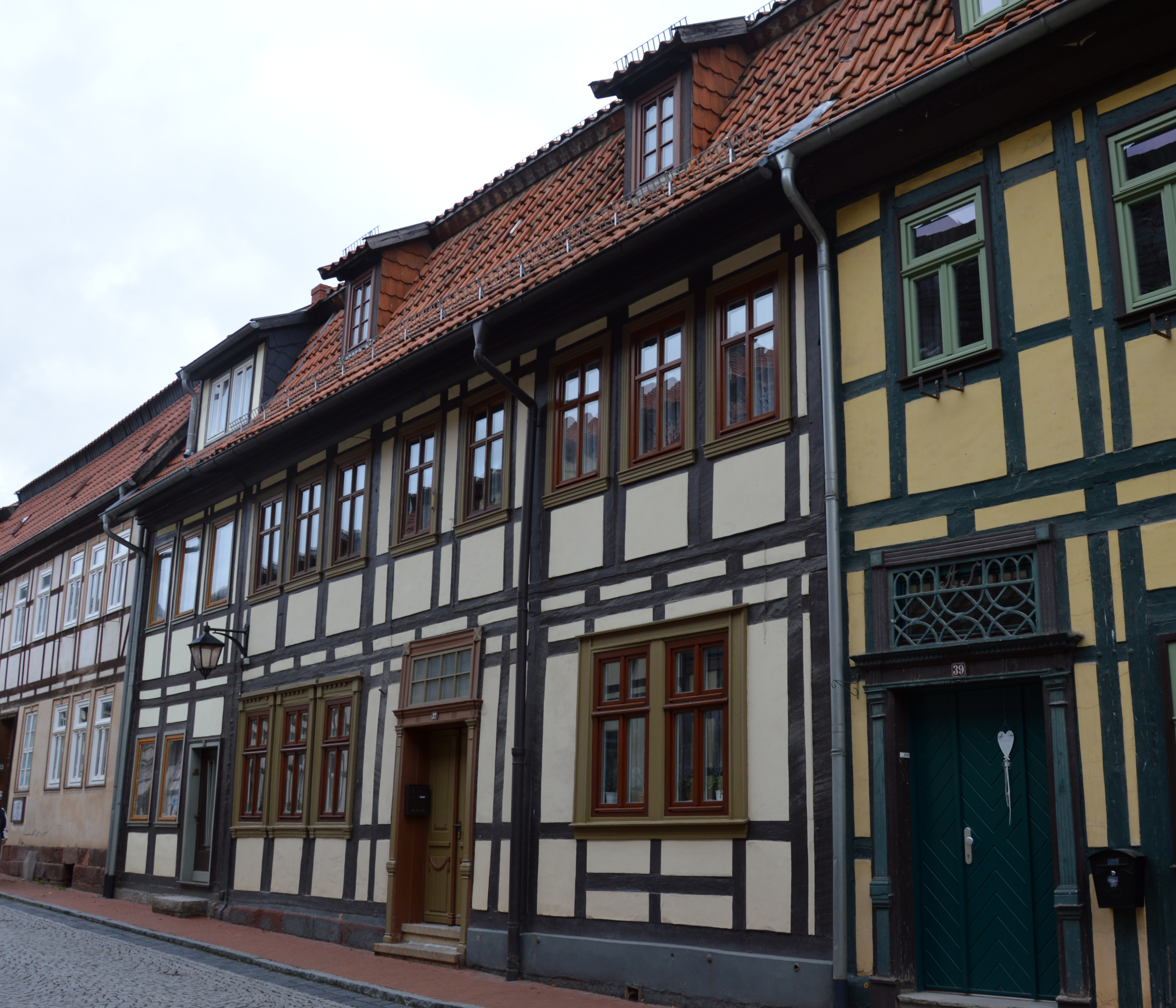
Haus Niedergasse 37

Das Haus Niedergasse 37 ist ein denkmalgeschütztes Wohnhaus in Stolberg (Harz) in der Gemeinde Südharz in Sachsen-Anhalt.

## Lage
Das Haus befindet sich im mittleren Teil der Niedergasse auf ihrer östlichen Seite in der Altstadt von Stolberg. Unmittelbar südlich grenzt das gleichfalls denkmalgeschützte Haus Niedergasse 39 an.

## Architektur und Geschichte
Das aus zwei Teilen bestehende, lang gestreckte zweigeschossige Fachwerkhaus entstand im frühen 19. Jahrhundert. Die Gestaltung der Fassade ist schlicht, wobei die Fensterfaschen aufwendiger ausgeführt sind. Die Haustür ist im Empire-Stil gestaltet und mir Rahmung und Oberlicht versehen.
Im örtlichen Denkmalverzeichnis ist das Wohnhaus seit dem 30. August 2000 unter der Erfassungsnummer 094 30273 als Baudenkmal verzeichnet. Der Wohnhaus gilt als kulturell-künstlerisch sowie städtebaulich bedeutsam.